# Jost Nickel (Schlagzeuger)

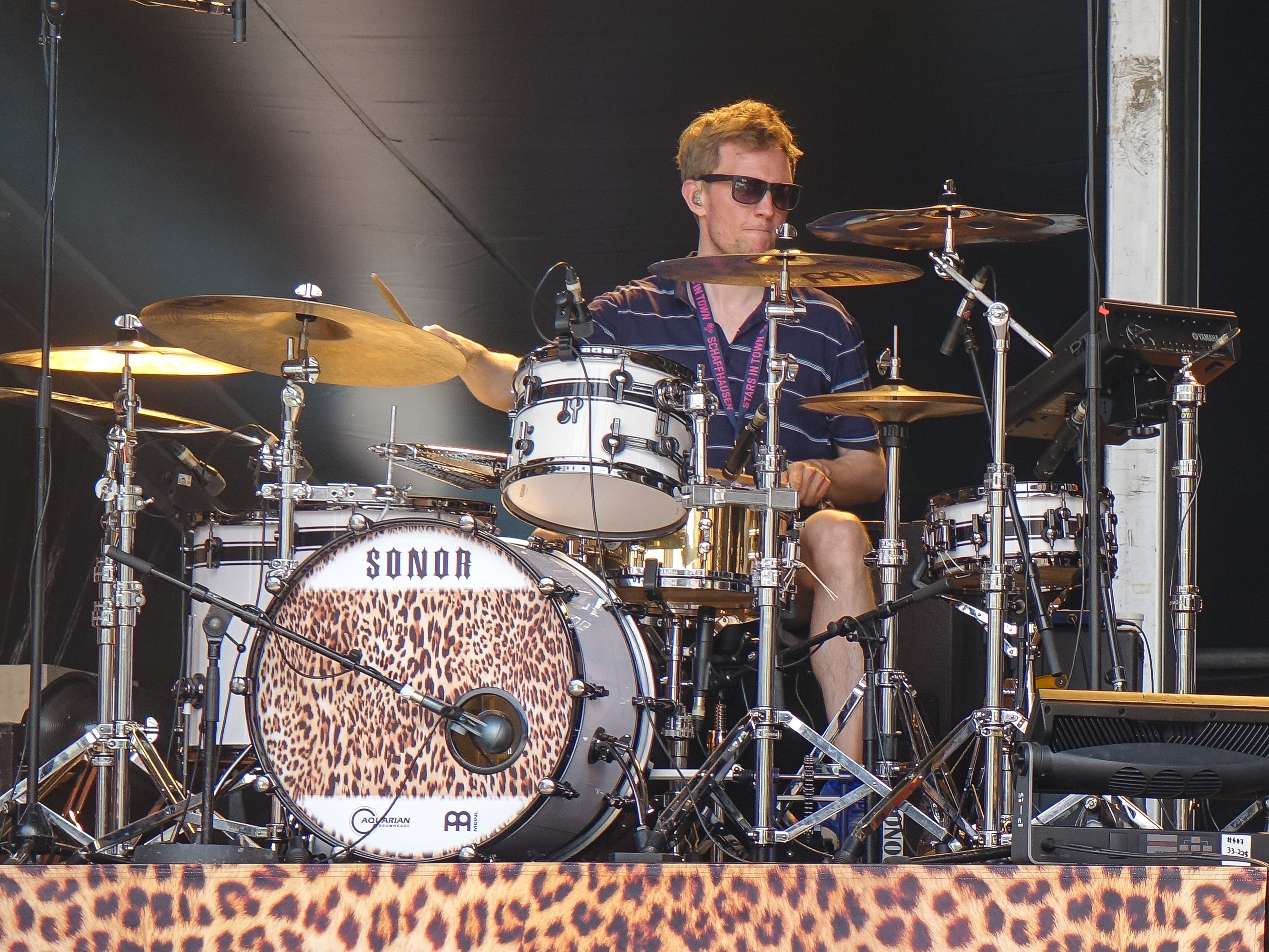
Jost Nickel am Schlagzeug für Jan Delay (Stars in Town 2014)

Jost Nickel (* 6. März 1970 in Berlin) ist ein deutscher Schlagzeuger. Einem breiten Publikum wurde er durch seine Zusammenarbeit mit Jan Delay bekannt.

## Ausbildung
Jost Nickel erhielt im Alter von 8 Jahren klassischen Klavierunterricht. Als Elfjähriger begann er mit dem Schlagzeugspiel und gründete gemeinsam mit seinem Bruder seine erste Band. Ab dem Alter von 13 Jahren nahm Nickel Unterricht, zunächst in seiner Heimatstadt Kiel, später bei der Music Station in Hamburg.
Nach Abschluss der Schule entschied sich Nickel während seines Zivildienstes für eine Karriere als professioneller Musiker und bereitete sich durch intensives Üben darauf vor. 1991 nahm er erstmals an einem 10-wöchigen Kurs bei Zach Danziger am Drummer’s Collective in New York City teil, dies wiederholte er 1996. 1992 nahm Jost Nickel am Popkurs in Hamburg teil und traf dort auf Udo Dahmen, der ihn als Lehrer nachhaltig beeinflusste. Im Anschluss zog Nickel nach Hamburg, um seine Karriere voranzutreiben.

## Werdegang
Jost Nickel wurde 1994 Schlagzeuger der Fusion-Band Matalex, mit der er insgesamt 3 Platten aufnahm und diverse Touren spielte. Er verließ die Gruppe, in der Improvisation eine große Rolle spielte, weil dieses freie Spiel für ihn an Reiz verloren hatte. Zudem hatte sich durch den Einstieg von Thomas D. als Sänger der ursprüngliche Charakter der zuvor rein instrumentalen Musik geändert.
Parallel zu Matalex arbeitete Nickel, nachdem er eine Weile mit Otto Waalkes gespielt hatte, in den 90er Jahren auch für diverse Schlagersänger, unter anderem Tony Christie, Vicky Leandros und Howard Carpendale. Er beendete diese Engagements, nachdem er feststellte, welch geringen Stellenwert die Musik der Band bei den Aufnahmen und Konzerten hatte, zudem sah er keine Möglichkeit, sich musikalisch einzubringen und weiterzuentwickeln.
Nach einem erfolglosen Versuch, ein deutschsprachiges Rock-Trio zu formen, spielte Jost Nickel zunächst mit Inga Rumpf. Im Zuge dieses Engagements lernte er den Produzent und Sänger Mark Smith kennen, der ihm anbot, in Paris für verschiedene Pop-Produktionen zu arbeiten.
Ab 2002 spielte Nickel mit dem französischen Sänger Maxim Nucci. Durch diese Arbeit kam Nickel in Kontakt mit vielen bedeutenden Künstlern, etwa Thomas Washington, der als Arrangeur schon für Michael Jackson und Phil Collins gearbeitet hatte oder Louis Jardim, der als Percussionist für Eric Clapton und Robbie Williams gespielt hatte.
Zudem arbeitete Nickel für Jenifer Bartoli und nahm mit der französischen Casting-Show-Band Linkup 2003 seinen ersten Nummer-eins-Hit auf. In Deutschland war er in dieser Zeit nur gelegentlich mit Seeed zu hören.
2004 stieg Nickel in die Live-Band von Mousse T. ein, die mit verschiedenen Sängern, unter anderem Andrew Roachford und Omar, durch Deutschland tourte. Er übernahm dort später auch den Posten des „musikalischen Leiters“.
2006 stellte Jan Delay, der kurz vor der Veröffentlichung seines zweiten Soloalbums Mercedes-Dance stand, seine neue Live-Band Disko No. 1 zusammen. Da der ursprünglich vorgesehene Schlagzeuger in den Proben nicht überzeugen konnte, schlug der Posaunist Johnny Johnsen Jost Nickel als Ersatz vor. Nach einem Vorspiel wurde Nickel von Delay engagiert und wurde fester Bestandteil von Disko No. 1; teilweise trat er dabei unter dem Pseudonym J-Fresh auf. Zusammen mit Delay spielte Nickel auch große Festivals wie Rock am Ring. 2007 erschien das Live-Album Mercedes-Dance Live mit Mitschnitten der Tour. Am folgenden Jan-Delay-Album Wir Kinder vom Bahnhof Soul war Nickel auch am Songwriting und den Aufnahmen direkt beteiligt. 2018 war er für Sasha tätig.
Parallel zu seiner Arbeit als Schlagzeuger ist Nickel auch als Dozent aktiv. Neben eigenen Veranstaltungen unterrichtete er an der Popakademie Baden-Württemberg in Mannheim, der Berufsfachschule Hamburg School of Music und beim Popkurs Hamburg.

## Diskografie
- The Check In (Leopard, 2021, mit Simon Oslender, Hanno Busch, Jimmy Haslip, Barry Finnerty, Jeff Lorber,  Dirk Berger, Claus Fischer, Mark Smith u. a.)

mit Matalex:
- Jazz Grunge (1995)
- Jazz Grunge Live (1996)
- Proud (1997)
- Hasta La Vista (Maxi-Single, 1997)
- Freedom (2001)

mit Jan Delay:
- Mercedes Dance (Special Edition) (2006)
- Im Arsch (2007)
- Mercedes Dance Live (2007)
- Türlich, türlich (2007)
- Oh Johnny (2009)
- Wir Kinder vom Bahnhof Soul (2009)
- Disko (2009)
- Hammer & Michel (2014)

mit verschiedenen Künstlern:
- Triton: Boomerang (1992), Vivid Dreams (1995)
- Dieter Teuber, Jost Nickel, Hardy Fischötter, Markus Setzer: Blackbird (1995)
- BassTalk 4 (1997)
- Bargain Hunters: Bargain Hunters (1997)
- World Drum Festival (1997)
- Barry Finnerty: Space Age Blues (1998)
- MHC: Love Me Or Leave Me Alone (1999)
- Jan Josef Liefers: Oblivion (2002)
- Ayak: Voices in My Head (2002)
- This Is Pryde: Be Proud Be Humble Be Respectful (2003)
- Linkup: Notre Étoile (2003)
- Lénou: Diadems (2003), Any Given Day (2004)
- Sita: L’envers du décors (2004)
- Maxim Nucci: Vivant (2004), Maxim Nucci (2006)
- Robin Grubert: Sie ist nicht du (2004), Schön ist langsam (2005)
- L5: Alive (2004), Turbulences (2005)
- Patrick Nuo: Superglue (2005)
- Jenifer: Le Passage (2004), Fait son live (2005)
- Ginie Line: Play (2005)
- Yasmina Hunzinger: Little things ain’t always small (2006)
- Two Remarks: How did you sleep last night (2006)
- Dacia & the WMD: Propaganda (2006), Dacia & the WMD (2006)
- Marla Glen: Dangerous (2006)
- Ostkreutz: GangBang (2006)
- Nils Gessinger Band: Burning (2006)
- Christophe Willem: Inventaire (2007)
- Zascha Moktan: The Bottom Line (2008)
- Vibe Tribe: Views (2008)
- V.A. Mahavishnu: Re-Defined (2008, nur ein Titel mit Trinity Xperiment)
- Trinity Xperiment: Honeymoon on Mars (2009)
- Johannes Oerding: Erste Wahl (2009)

## Bücher
- Jost Nickels Groove Book, Alfred Publishing, Köln, 2014. ISBN 978-3-943638-84-4
- Jost Nickel's Groove Book, Alfred Publishing, Köln, 2014. ISBN 978-3-943638-90-5
- Jost Nickel Fill Book, Alfred Publishing, Köln, 2016. ISBN 978-3-943638-94-3
- Jost Nickel's Fill Book, Alfred Publishing, Köln, 2017. ISBN 978-3-943638-35-6
- Jost Nickel Snare Book, Alfred Publishing, Köln, 2019. ISBN 978-3-947998-11-1
- Jost Nickel's Snare Book, Alfred Publishing, Köln, 2019. ISBN 978-3-947998-12-8
- Jost Nickel Beginner Book, Alfred Publishing, Köln, 2022. ISBN 978-3-947998-27-2
- Jost Nickel's Beginner Book, Alfred Publishing, Köln, 2023. ISBN 978-3-947998-28-9